# Eustalomyia lepraota
Eustalomyia lepraota är en tvåvingeart som beskrevs av Seguy 1928. Eustalomyia lepraota ingår i släktet Eustalomyia och familjen blomsterflugor. Inga underarter finns listade i Catalogue of Life.